# 稀毛大黄柳
稀毛大黄柳（学名：Salix raddeana var. subglabra）为杨柳科柳属下的一个变种。

## 扩展阅读
- 維基物種上的相關：稀毛大黄柳